# グレッグ・アーウィン
グレッグ・アーウィン（Greg Irwin、10月18日 - ）は、日本を拠点に活動するアメリカ合衆国出身の歌手、声優、司会者。日本の童謡の英語翻訳や、テレビ・ラジオ番組、イベント司会、ナレーションなど幅広い分野で活動している。

## 略歴

### 生い立ち
ウィスコンシン大学オークレア校で音楽を、ミネソタ大学で演劇を学んだ。在学中はメドラ・ミュージカルやガスリー・シアターの舞台に出演していた。大学4年時にはハワイ州ホノルルに移り、ル・ボン・レストランで歌うウェイターとして働く傍ら、アメリカ・ハワイ・クルーズでもパフォーマンスを行った。
その後、日本へのホームステイを勧められ来日し、東京ディズニーランドで勤務。帰国後はハワイ大学日本語学科に入学し、日本語を学びながら、ホノルルのKOHO-FMでラジオDJとしても活動した。
再来日後、日本の童謡を英語に翻訳する仕事を依頼され、20曲をレコーディング。その際、プロデューサーから「あなたの人生の仕事が見つかった」と告げられた。

### キャリア
ジャパンタイムズより『The Best Loved Songs of the Season – Volume 1 & 2』、ランダムハウス講談社より『Japanese Children’s Songs』を出版。英語版童謡はNHK「3か月英会話」で紹介され、日本国内のテレビやラジオにも多数出演している。
また、日本童謡協会 童謡文化賞を受賞し、彼の英訳童謡は東京書籍「中学校道徳教科書」にも採用された。
音楽活動では、ビクターエンタテインメントからアルバム『Blue Eyes』と『Shoshoji』をリリース。舞台では、名古屋御園座の『のど自慢』、新橋演舞場の『大江戸でござる』に出演した。
また、客船日本丸の世界一周処女航海に参加し、その後も長年にわたり日本丸、ぱしふぃっくびいなす、飛鳥IIなどのクルーズ船でパフォーマンスを行っている。
ラジオではFMヨコハマDJコンテスト市長賞を受賞し、自身の番組『アミューズメント・ホットライン』を担当。これをきっかけにナレーションや声優としても活動を開始した。

### 声優・ナレーション
日本での「You've Got Mail」（メール着信音）の声として知られるほか、全日空（ANA）、Starlux Airlinesの機内アナウンスも担当。
また、ケンタッキーフライドチキン、パナソニック、アイリスオーヤマ、花王、日産などのCMナレーションも多数。
ゲームやアニメ分野では、「ストリートファイター」シリーズのアナウンサー役や、「名探偵コナン」にゲスト出演している。さらに、日本政府、ソニー、日立、NTTドコモなどの企業ビデオでもナレーションを行っている。

### イベント司会
ビル・クリントン元米大統領の異父弟ロジャー・クリントンを迎えたイベントで司会を務めた際、デヴィ・スカルノと知り合い、その後彼女の主催イベントの司会も務めるようになった。
その後も、マーク・ハミルを迎えたスター・ウォーズ・コンベンション、エディンバラ公エドワード王子を迎えたエディンバラ賞、アジア・ゴールデンスターアワードなど、国内外の著名イベントで司会を務めている。また、インドやモンゴルでの国際イベントも担当した。

### 結婚式司会
日本国内では、バイリンガル司会者としても高い評価を得ており、これまでに1000件以上の結婚披露宴で司会を務めている。

## 出演作品

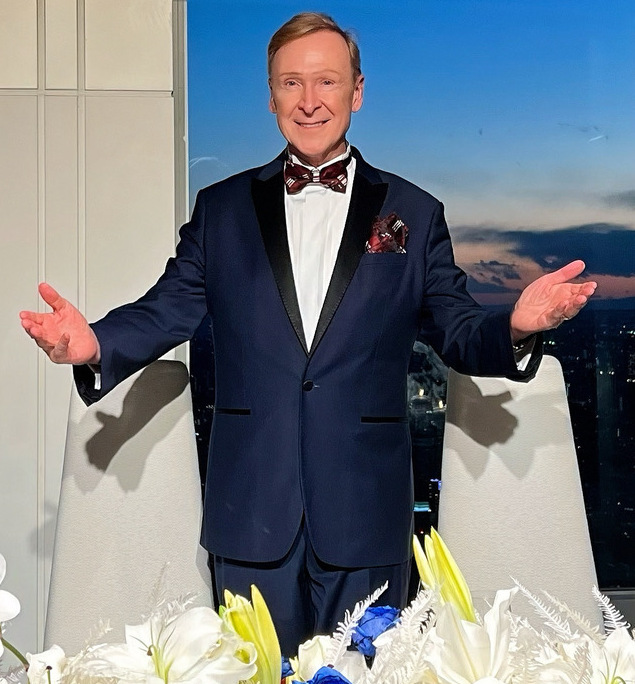
2025年結婚式披露宴の司会風景

### テレビ番組
- 私が日本に住む理由
- カラオケバトル
- インターナショナルTVスクール YU CAN DO IT !
- NHKのど自慢
- おんがくのかぜ
- 開運!なんでも鑑定団
- ガチャガチャV6
- 公園通りで会いましょう
- コメディーお江戸でござる
- 3か月英会話
- 日本文化ふるさと便
- 知っとこ!
- SMAP×SMAP
- 題名のない音楽会
- たけしの誰でもピカソ
- たてながHAMA大国ナイト
- ちい散歩
- タモリの音楽は世界だ

### テレビアニメ
- 閃光のナイトレイド（2010年、ヴィクター・ブルワー＝リットン）
- 名探偵コナン 紅の修学旅行（2019年、ニュースキャスター）[17]

### 劇場アニメ
- こちら葛飾区亀有公園前派出所 THE MOVIE（1999年、キャスター）
- 名探偵コナン 異次元の狙撃手（2014年、藤波宏明[18]）

### ゲーム
- ストリートファイターZERO3（1998年、ナレーション）
- ザ・キング・オブ・ファイターズXII（2009年、ジョー・東、ロバート・ガルシア）
- MARIO SPORTS MIX（2010年、クロマ）

### ラジオ
- ラジオビタミン（2008年）

### CM
- アメリカンファミリー生命保険会社
- NTTドコモ
- ハウス食品
- 富士フイルム
- メントス

## ディスコグラフィ

### シングル
- 英語で歌う日本の歌
- 証城寺の狸囃子
- SING ENGLISH!
- 新日立音頭
- 世界のこどもの歌

### アルバム
- ハッピーチャイルド（Disc 3のみ）
- Gentle Heart -Songs of Japan-
- Blue Eyes 〜Beautiful Songs of Japan〜
- SING ENGLISH! 〜Master English in 20 Songs〜

## 著作
- あひるのアレックス[19]
- 英語で歌う日本の童謡 1 & 2 （CD付き）
- Japanese Children Songs ランダムハウス/講談社　(CD付き)